# Winter-Stielporling
Der Winter-Stielporling oder kurz Winter-Porling (Lentinus brumalis,  Syn. Polyporus brumalis) ist eine Pilzart aus der Familie der Stielporlingsverwandten. Der Pilz wächst auf totem Laubholz und fruktifiziert, wie der Name bereits verrät, hauptsächlich im Winterhalbjahr.

## Merkmale

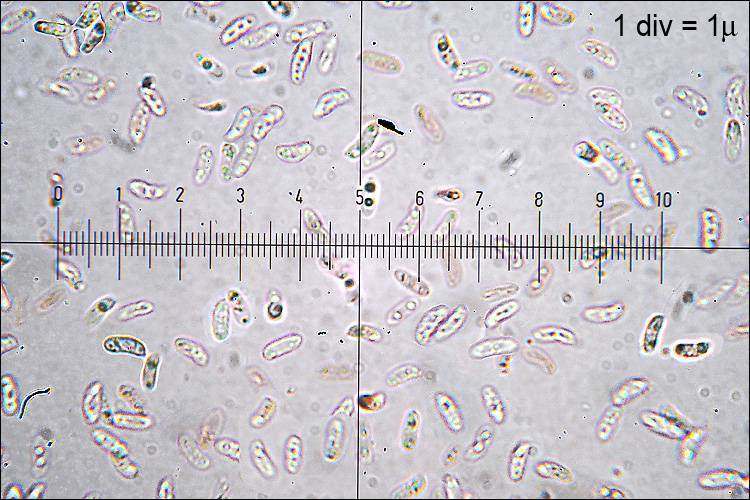
Sporen des Winter-Stielporlings im Lichtmikroskop

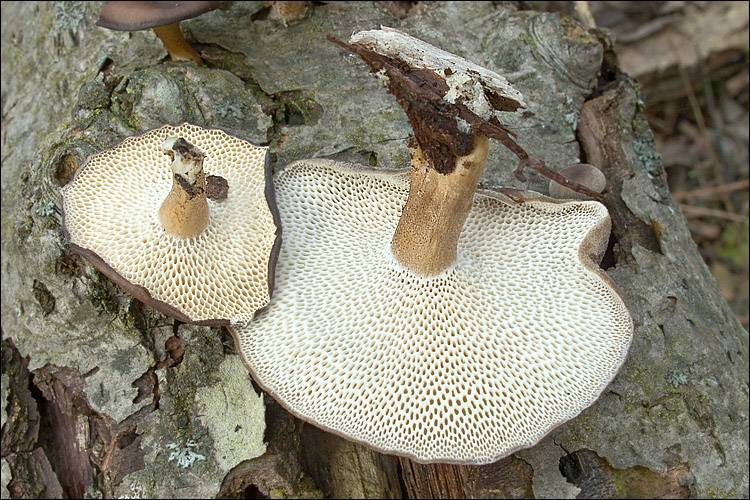
Die Hutunterseiten des Winter-Stielporlings mit den gut erkennbaren Poren

### Makroskopische Merkmale
Der runde Hut hat einen Durchmesser von 1,5 bis 10 cm. Er ist breitkonvex und zur Mitte hin eingesunken. Die Oberfläche ist trocken und seltener haarig strukturiert. Die Farbe variiert von gelb-braun bis dunkelbraun. Der Rand ist häufig eingerollt, vor allem bei jungen Exemplaren. Auf der weißen bis cremeweißlichen Hutunterseite sind ca. 3 mm tiefe Poren eingesenkt, pro mm² finden ungefähr 1–3 Poren Platz. Sie besitzen mittelweite, (0,5–)1–1,5 mm große und rundliche bis annähernd rautenförmige Poren, die am Stiel ein wenig herablaufen und deshalb etwas verlängert sind. Das Sporenpulver ist weiß. Der Hut geht mittig oder nahe dem Zentrum nahtlos in einen 2,5–5 cm langen und 2–8 mm dicken Stiel über. Er ist ockerbräunlich, in der Regel heller als der Hut gefärbt und kann an der Basis rötliche Farbtöne aufweisen. Die trockene Oberfläche ist entweder glatt oder fein filzig bis angedeutet schuppig beschaffen. Das volle, weiße Fleisch hat eine sehr zäh-elastische Konsistenz und keinen besonderen Geruch oder Geschmack.

### Mikroskopische Merkmale
Die zylindrisch-gekrümmten oder elliptisch-zylindrischen Sporen messen 5–7 × 1,5–2,5 Mikrometer.

## Artabgrenzung
Die Fruktifikation im Winterhalbjahr ist ein wichtiges Merkmal des Winter-Stielporlings. Ein potenzieller Doppelgänger ist der Mai- oder Sommer-Stielporling (Lentinus strictipes), der jedoch erst ab etwa April zu finden ist. Zudem besitzt die Art deutlich feinere, selten mehr als 0,5 mm große Poren. Die Hutunterseite junger Exemplare erscheint sogar glatt. Noch ähnlicher sieht der Weitlöcherige oder Borstrandige Stielporling (P. arcularius) aus, insbesondere die Hüte beider Arten zeigen keine Unterschiede. Wie der Name verrät, fallen die eckig-rautenförmigen und bis zu 2,5 mm breiten Poren aber deutlich größer aus und sind auch schon bei jungen Fruchtkörpern gut zu erkennen. Andere Gattungsvertreter wachsen später im Jahr. Der Löwengelbe Stielporling (P. leptocephalus) wächst beispielsweise an Buchenholz und hat einen gelbbraunen Hut und eine schwarze Stielbasis.

## Ökologie und Phänologie

Verteilung der Fruktifikation des Winter-Stielporlings im Jahr

Der Winter-Stielporling ist ein saprobiontischer Bewohner von totem Laub-, sehr selten Nadelholz, der im Substrat eine Weißfäule erzeugt. Die Art besiedelt ein breites Spektrum von Laubhölzern, vor allem liegende Stämme und Äste. Der Winterporling kommt in allen nicht zu trockenen Laub-, Laub-Nadelmischwäldern vor, daneben in Hecken, Parks, Gebüschen und ähnlichen Pflanzungen.
Die Fruchtkörper erscheinen in zwei Schüben: Der erste Schwerpunkt liegt zwischen Anfang September und Mitte November, der zweite Aspekt dauert von Februar bis April. In milden Wintern fruktifiziert der Pilz auch durchgehend. Im Rest des Jahres sind nur noch überständige, ausgeblasste Fruchtkörper zu finden.

## Verbreitung
Der Winter-Stielporling kommt in den nördlichen Subtropen (Nepal, Pakistan), in Asien, Nordamerika und Europa vor. In Europa ist die Art überall vorhanden und kann nördlich bis Island und zur Finnmark gefunden werden.

## Bedeutung
Die korkig-zähen Fruchtkörper des Winter-Stielporlings eignen sich nicht zum Verzehr. Darüber hinaus hat der totholzbewohnende Pilz keine wirtschaftliche Relevanz.